# Athletics Australia

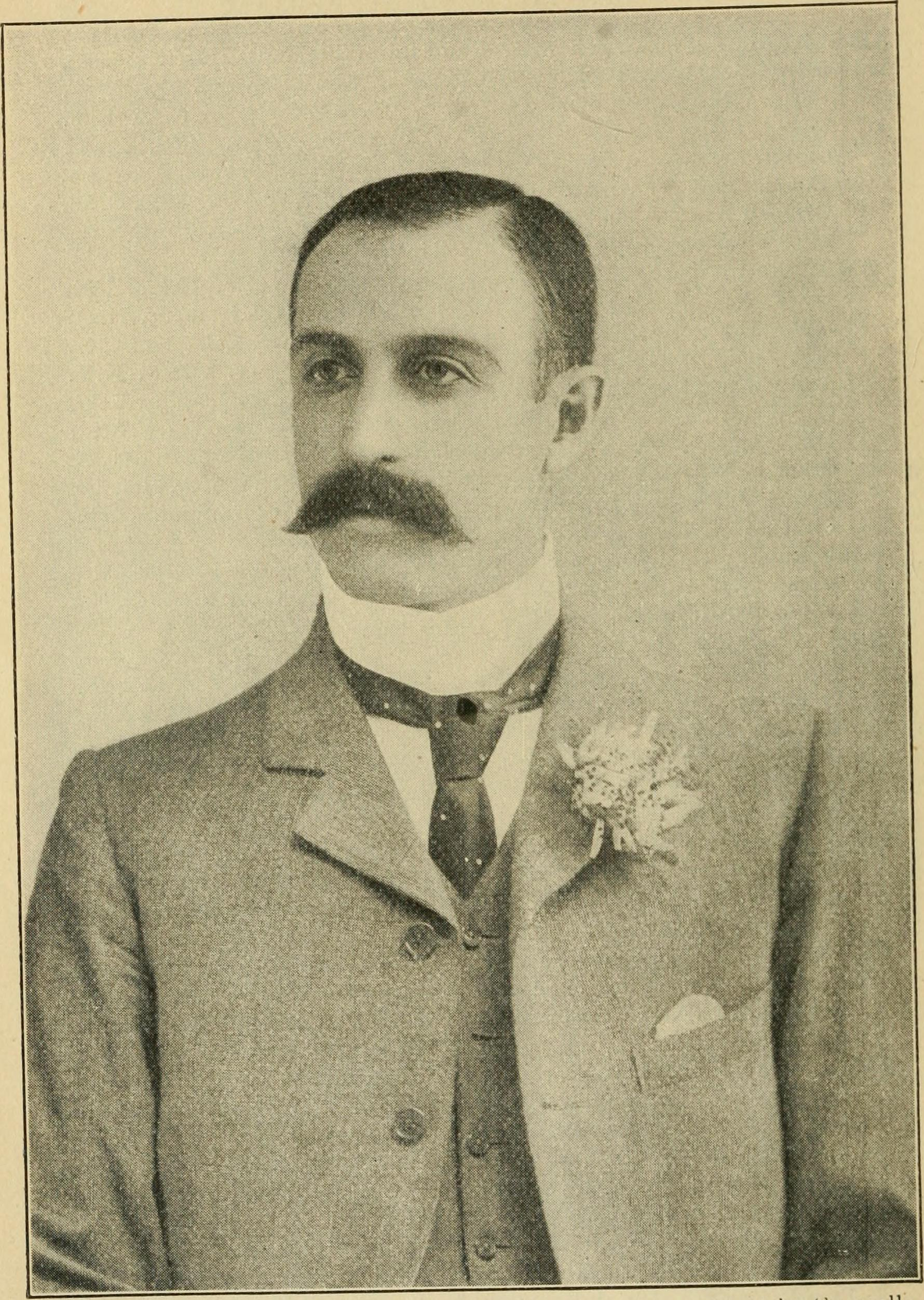
Almanach athlétique officiel de Spalding (1800)

Athletics Australia est le nouveau nom de la fédération d'athlétisme de l'Australie, affiliée à l'Association océanienne d'athlétisme et à l'IAAF. Son siège est à Melbourne et son président actuel est Robin « Rob » Fildes, OAM.
Si les premières compétitions enregistrées en Australie remontent au milieu du XIXe siècle, l’Amateur Athletic Union of Australasia (AAUA) est fondée en 1897 et comprenait également la Nouvelle-Zélande. Dès les premiers Jeux olympiques, ceux de 1896, l'Australasie y est représentée par Teddy Flack qui remporte les deux premières médailles australiennes sur 800 et 1 500 m.